# Communauté d'agglomération du Centre de la Martinique
Pour les articles homonymes, voir CACEM.
La communauté d'agglomération du Centre de la Martinique (CACEM) est une communauté d'agglomération française, située dans le département de la Martinique.

## Historique
Le 24 janvier 1992, les communes de Fort-de-France, Le Lamentin et Schœlcher lancent, par un accord de coopération, la création d'un établissement public de coopération intercommunale. En avril 1997, avec la commune de Saint-Joseph, est créé le Syndicat intercommunal du Centre de la Martinique (SICEM) qui a compétence pour la gestion des déchets.
Le président du SICEM de 1997 à 2001 fut Pierre Aliker.
La loi Chevènement de 1999 permet la création d'une  communauté d’agglomération, la CACEM (Communauté d’agglomération du Centre de la Martinique), le 27 décembre 2000. 
Serge Letchimy est élu président de la CACEM de 2001 à 2008. Pierre Samot, élu le 11 avril 2008, lui succède, puis Athanase Jeanne-Rose, élu le 11 avril 2014. 
Un Conseil de développement, instance consultative, a été créé en octobre 2002 avec une trentaine de membres: le Conseil de Développement de l’Agglomération Centre (CDAC)
Le 1er janvier 2003, la compétence assainissement est transférée à la CACEM. 
En 2003 est lancée la délégation de service public pour organiser les transports en commun, et est créée la Régie communautaire pour la gestion de l'eau et de l'assainissement de la CACEM : Odyssi.

## Territoire communautaire

### Composition
La communauté d'agglomération est composée des 4 communes suivantes :

| Nom                    | Code Insee | Gentilé      | Superficie (km2) | Population (dernière pop. légale) | Densité (hab./km2) |
| ---------------------- | ---------- | ------------ | ---------------- | --------------------------------- | ------------------ |
| Fort-de-France (siège) | 97209      | Foyalais     | 44,21            | 75 165 (2022)                     | 1 700              |
| Le Lamentin            | 97213      | Lamentinois  | 62,32            | 39 346 (2022)                     | 631                |
| Saint-Joseph           | 97224      | Joséphins    | 43,29            | 16 470 (2022)                     | 380                |
| Schœlcher              | 97229      | Schœlcherois | 21,17            | 19 342 (2022)                     | 914                |

Ces quatre communes représentent environ 42 % de la population martiniquaise.Il s'agit des 4 communes de l'arrondissement de Fort-de-France.
14 000 entreprises sont présentes sur le périmètre de la CACEM, et 80 % des petites et moyennes surfaces de vente y sont implantées.

### Démographie
| 1968    | 1975    | 1982    | 1990    | 1999    | 2010    | 2015    | 2021    |
| ------- | ------- | ------- | ------- | ------- | ------- | ------- | ------- |
| 139 660 | 147 651 | 155 571 | 163 969 | 166 139 | 164 107 | 158 944 | 150 038 |

## Administration

### Siège
Le siège de la communauté d'agglomération est situé à Fort-de-France.

### Élus
Le conseil communautaire de la communauté d'agglomération se compose de 56 conseillers, représentant chacune des communes membres et élus pour une durée de six ans.
Ils sont répartis comme suit :
| Nombre de conseillers | Communes       |
| --------------------- | -------------- |
| 28                    | Fort-de-France |
| 15                    | Le Lamentin    |
| 7                     | Saint-Joseph   |
| 6                     | Schœlcher      |

À la suite des élections municipales de 2020 en Martinique, le conseil communautaire du 11 juillet 2020 a élu son président, Luc Clémenté, maire de Schœlcher, ainsi que les membres du bureau communautaire.

### Liste des présidents
| Période | Période | Identité             | Étiquette            | Qualité                               |
| ------- | ------- | -------------------- | -------------------- | ------------------------------------- |
| 2001    | 2008    | Serge Letchimy       | PPM                  | Maire de Fort-de-France (2001 → 2010) |
| 2008    | 2014    | Pierre Samot         | BPM                  | Maire du Lamentin (1989 → 2018)       |
| 2014    | 2020    | Athanase Jeanne-Rose | RDM                  | Maire de Saint-Joseph (2001 →2020 )   |
| 2020    | 2026    | Luc-Louison Clémenté | "Vivre à Schoelcher" | Maire de Schoelcher (2008 → )         |

### Compétences
D'après le site de la CACEM.
- Compétences obligatoires :

le développement économique,
l’aménagement de l’espace communautaire (transports urbains)
l’équilibre social de l’habitat,
la politique de la ville.
- Compétences "optionnelles" :

l’assainissement,
la distribution de l'eau potable,
la protection de l'environnement et du cadre de vie,
la construction, l’aménagement, l’entretien et la gestion d’équipements culturels et sportifs d’intérêt communautaire,
la gestion de la voirie d'intérêt communautaire.
- Compétences "facultatives" :

la conduite d'une étude sur la restauration scolaire sur le territoire communautaire,
l'élaboration d'un schéma intercommunal d'assainissement,
l'étude sur l'exploitation des eaux souterraines du Lamentin,
le nettoyage de la voirie.

### Régime fiscal et budget
Le régime fiscal de la communauté d'agglomération est la fiscalité professionnelle unique (FPU).